# نظرية النطاق المتوسط (علم الاجتماع)
نظرية النطاق المتوسط، التي طورها روبرت ميرتون، هي نهج للتنظير الاجتماعي يهدف إلى دمج النظرية والبحث التجريبي. إنه حاليًا النهج السائد بحكم الواقع لبناء النظرية الاجتماعية، خاصة في الولايات المتحدة.
تبدأ نظرية النطاق المتوسط بظاهرة تجريبية (على عكس الكيان التجريدي الواسع مثل النظام الاجتماعي) وتستخلص منه لإنشاء بيانات عامة يمكن التحقق منها بواسطة البيانات. يقف هذا النهج على النقيض من التنظير "الكبير" السابق للنظرية الاجتماعية، مثل الوظيفية والعديد من نظريات الصراع. جادل ريموند بودون بأن نظرية "النطاق المتوسط" هي نفس المفهوم الذي تسميه معظم العلوم الأخرى ببساطة "النظرية".
تهدف حركة علم الاجتماع التحليلي إلى توحيد هذه النظريات في نموذج متماسك على مستوى أعلى من التجريد.